# Hannes Meinhard
Hannes Meinhard (* 27. Juni 1937 in Dahlbruch; † 22. Juli 2016 in Barsinghausen) war ein deutscher Bildhauer und Zeichner.

## Leben

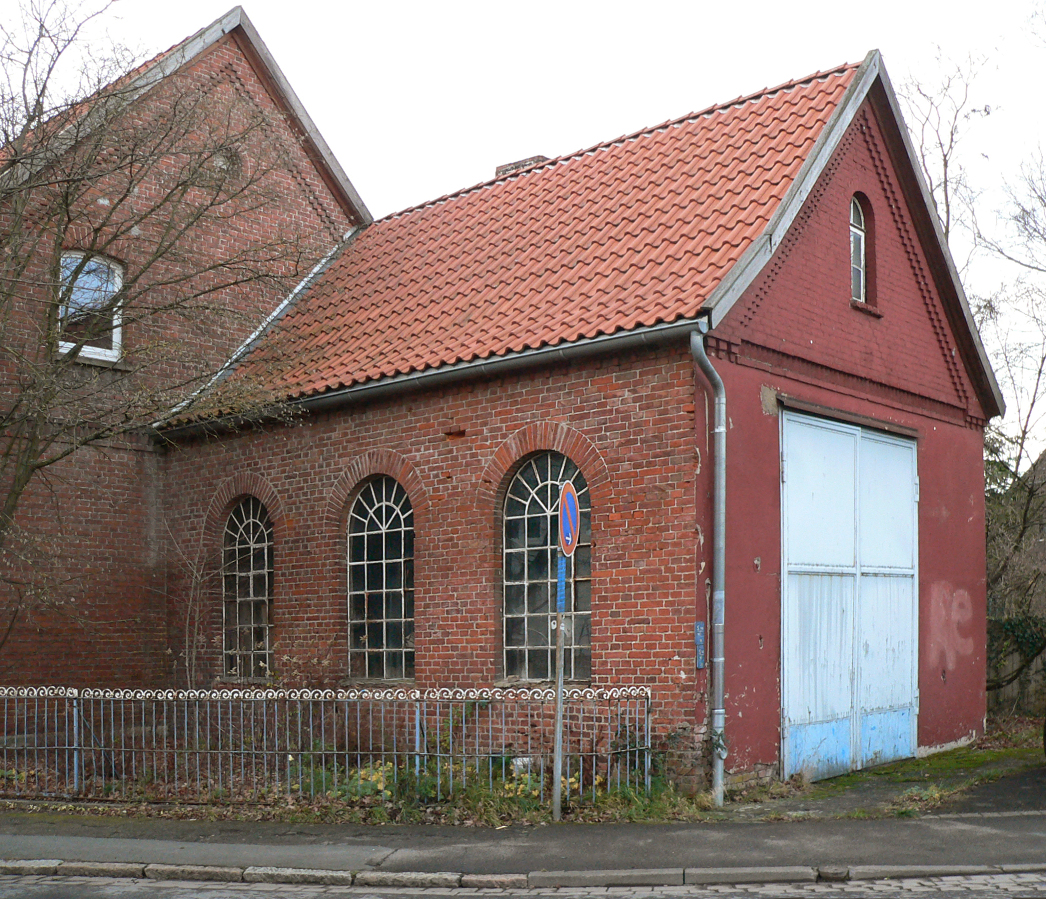
Die Alte Schmiede in Benthe, Meinhards Werkstatt von 1979 bis 1992

Meinhard machte ab 1952 eine Lehre als Schlosser und Schmied und war dann zwei Jahre als Geselle tätig. Bis 1967 tat er dann Dienst in der Bundeswehr. Danach begann er ein Kunststudium, zunächst bis 1968 an der Werkkunstschule Wuppertal, dann bis 1972 an der Städelschule Frankfurt (Malerei bei Johannes Schreiter, Bildhauerei bei Michael Croissant). 1970 schuf er erste Eisenplastiken.
Ab 1972 war Meinhard als freischaffender Bildhauer in Groß Elbe tätig. 1973 erfolgten erste Versuche mit Profileisen, 1975 mit Blechen und Stahlplatten, Verformung über Schmiedetechniken. Ab 1978 konzentrierte er sich auf fragmentarische Plastiken und Montagearbeiten. Meinhard arbeitete mit Stahl in Assemblage und massiven Schmiedungen.
1979 siedelte Meinhard nach Benthe/Hannover über, 1992 nach Barsinghausen. 2005 bezog er eine neue Werkstatt und Ausstellungsfläche in Bantorf bei Hannover. Er starb am 22. Juli 2016 im Alter von 79 Jahren in Barsinghausen und erhielt auf dem Barsinghäuser Waldfriedhof ein Ehrengrab der Stadt.

## Position
In seiner Arbeit stand Meinhard in einem internationalen Kontext mit Künstlern wie Alain Kirili, Mark Suvero und Bernhard Luginbühl (1929–2011). Mit Luginbühl war er befreundet, und es fand ein künstlerischer Austausch statt. In seiner Haltung ähnelte er am ehesten Dieter Roth (1930–1998), zu dessen Gedenken Meinhard 1998 eine Skulptur widmete.

## Mitgliedschaften
- Darmstädter Sezession
- International Sculpture Network Europe e. V.

## Preise
- 1970: Preis für Bildhauerei der Leislerstiftung, Frankfurt am Main
- 1974: Preis für Bildhauerei der Kunsthandwerksform (KHF) Hildesheim
- 1982: Förderpreis für Bildhauerei des Landes Niedersachsen
- 1985: Preis Mandelsloh, Neustadt am Rübenberg für die Plastik „Landfigur“
- 1994: Preis der 3rd International Sculpture Drawing Biennale, Budapest

## Ausstellungen (Auswahl)
- seit 1970: regelmäßige Beteiligung an Ausstellungen der Darmstädter Sezession, des BBK Hannover. Weitere Beteiligung u. a. ART Cologne, ART Frankfurt mit der Galerie Scheffel und Galerie Wullkopf.
- seit 1974: Teilnahme an Symposien mit der Gruppe Kontakt-Kunst
- 1997: Galerie Lüpfert, Isernhagen/Hannover  Kubus, Hannover, städtische Ausstellungshalle Hannover
- 2014: Jens Jensen + Hannes Meinhard, Malerei + Schmiedung, GALERIE BORN, Berlin[4]

## Arbeiten im öffentlichen Raum
- 1974: Harlingrode/Harz, „Schwarze Figur“
- *Hildesheim, mit der Gruppe Kontakt-Kunst
- *Hildesheim, „Linde“
- 1977: Kiel, Oslokai, „Herbstmaschine“
- 1978: Hustedt/Celle, mit der Gruppe Kontakt-Kunst
  - Hildesheim, „Transport“
- 1979: Lingen/Emsland. Standortoffiziersheim der Bundeswehr, „Pflanzliche Figur“
- 1980: Ahlhorn/Oldenburg, Flugplatz der Bundeswehr, „Kupferrelief“
  - Hannover, Aschenbachstraße, „Torso“
- 1981/82: Hannover Sprengel Museum, „Reliktenschrank“
- 1981: Frankfurt am Main, Universitätsgelände, „Zeitschild“
  - Laatzen/Hannover, Rathaus, „Zeitschild I“
  - Isernhagen/Hannover, Landrat-Müller-Haus, „Zeitschild II“
- 1982: Salzgitter-Lebenstedt, Post, „Transport“
- 1983: Hannover, Deisterplatz, „Erdbeweger Hanomag“
- 1984: Meiborssen, Galerie Jüdes, „Umklammerung-Fesselung“
- 1989: Hannover, Landeskriminalamt Niedersachsen, „Der Schild“
- 1993: Barsinghausen, Schulzentrum, „Pflugscharstele“
  - Garbsen, Einkaufszentrum Auf der Horst, „Stele“
- 1995: Osterwald, Firma Bewehrungstechnik Müller, „Bewehrungsfigur“
- 1996: Barsinghausen, Am Waldhof, „Mai I“
  - Neustadt am Rübenberge, Schloss Landestrost, „Mai II“
- 2000 Mörfelden-Walldorf, „Er & Sie“[5]
- 2003: Barsinghausen, „Kreuzskulptur“

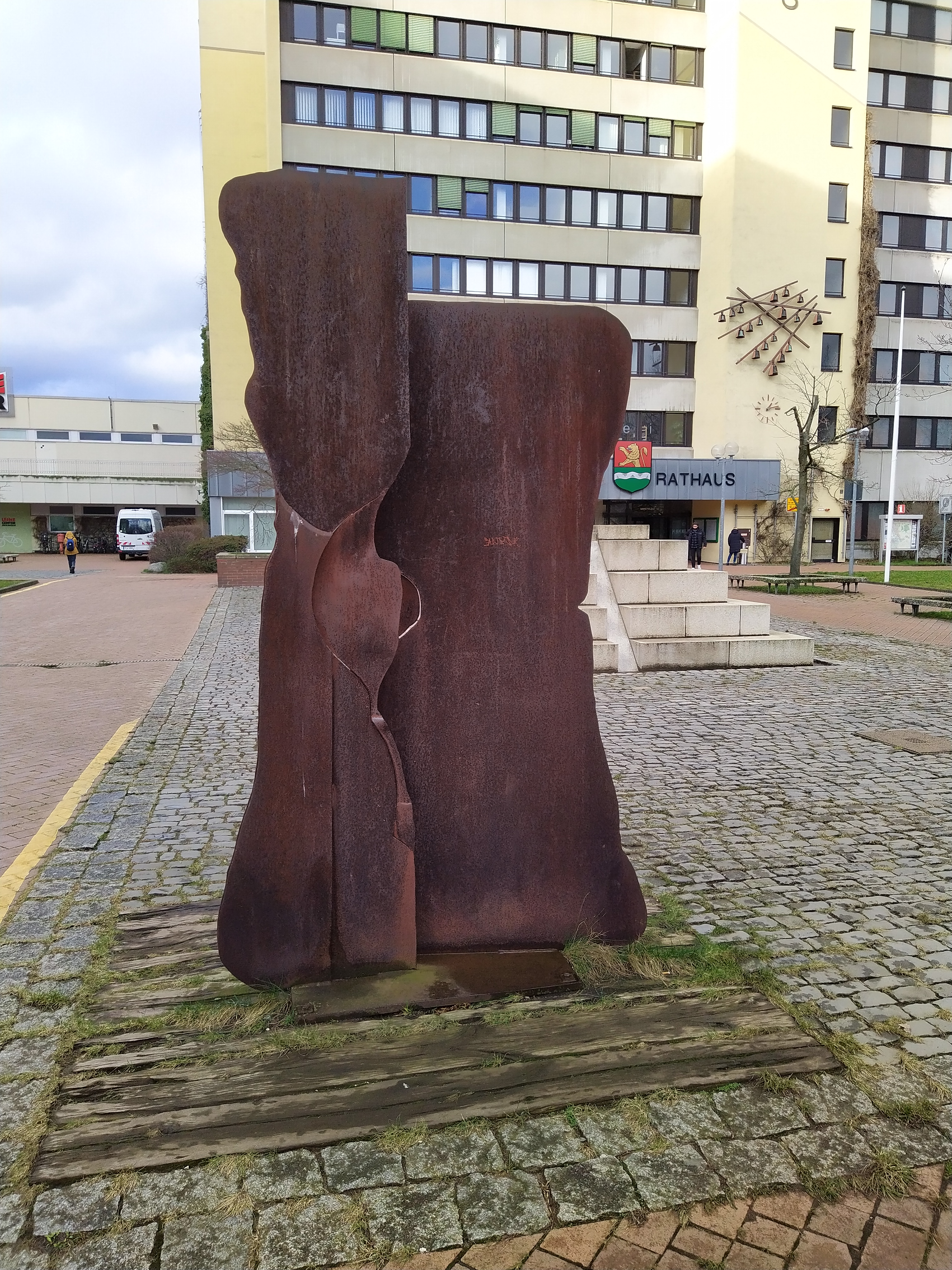
Zeitschild I Laatzen 1981
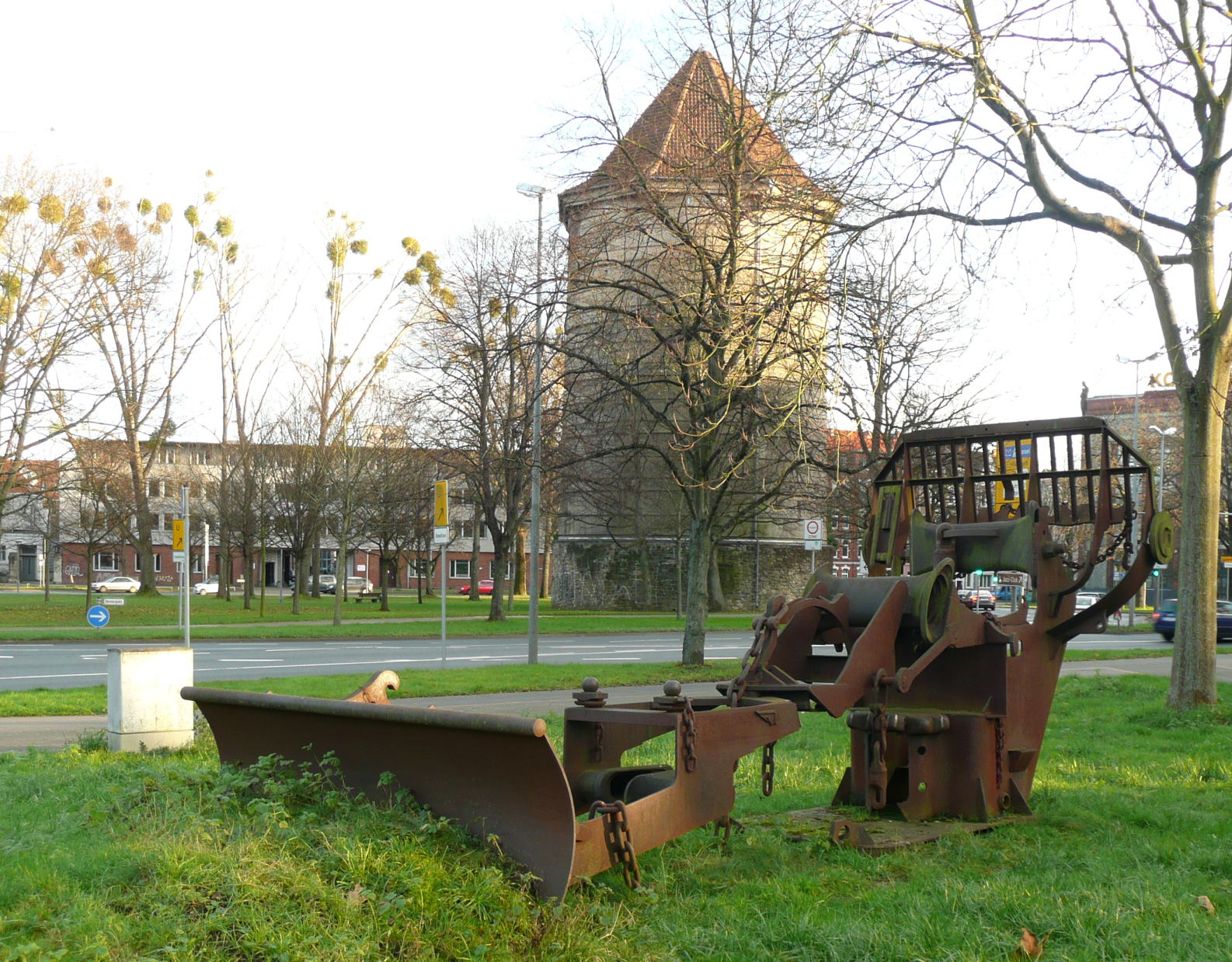
Erdbeweger Hanomag Deisterplatz, Hannover 1983
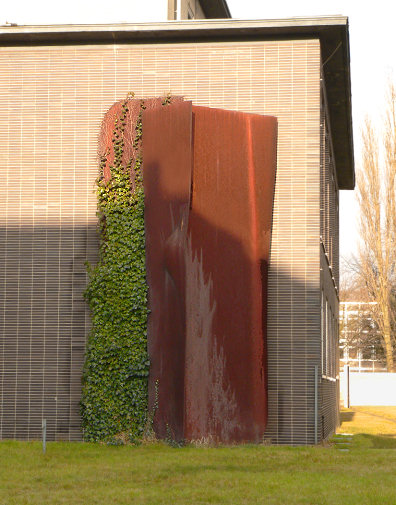
Schild LKA, Hannover 1989
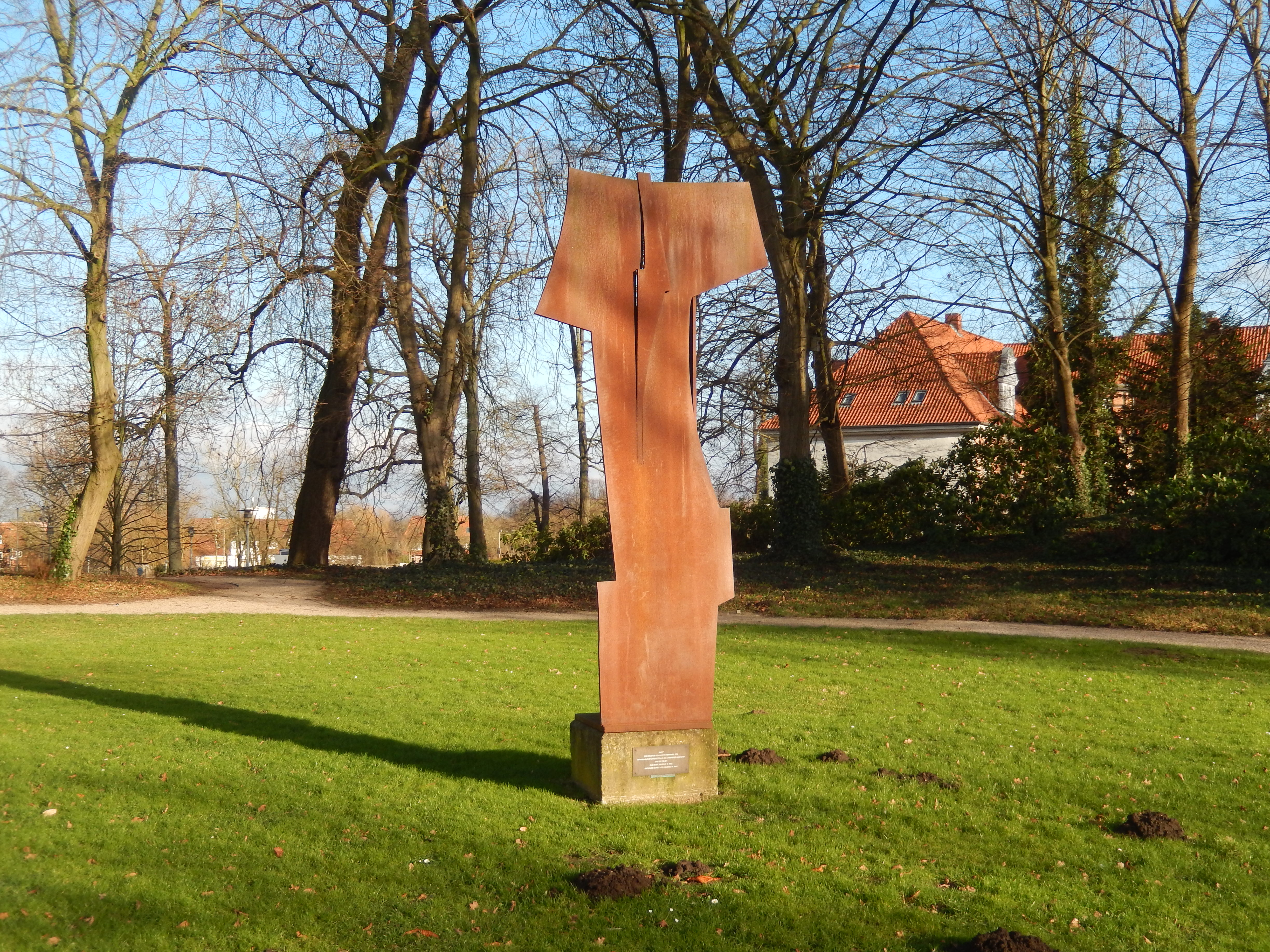
Mai 2 Schloss Landestrost 1996
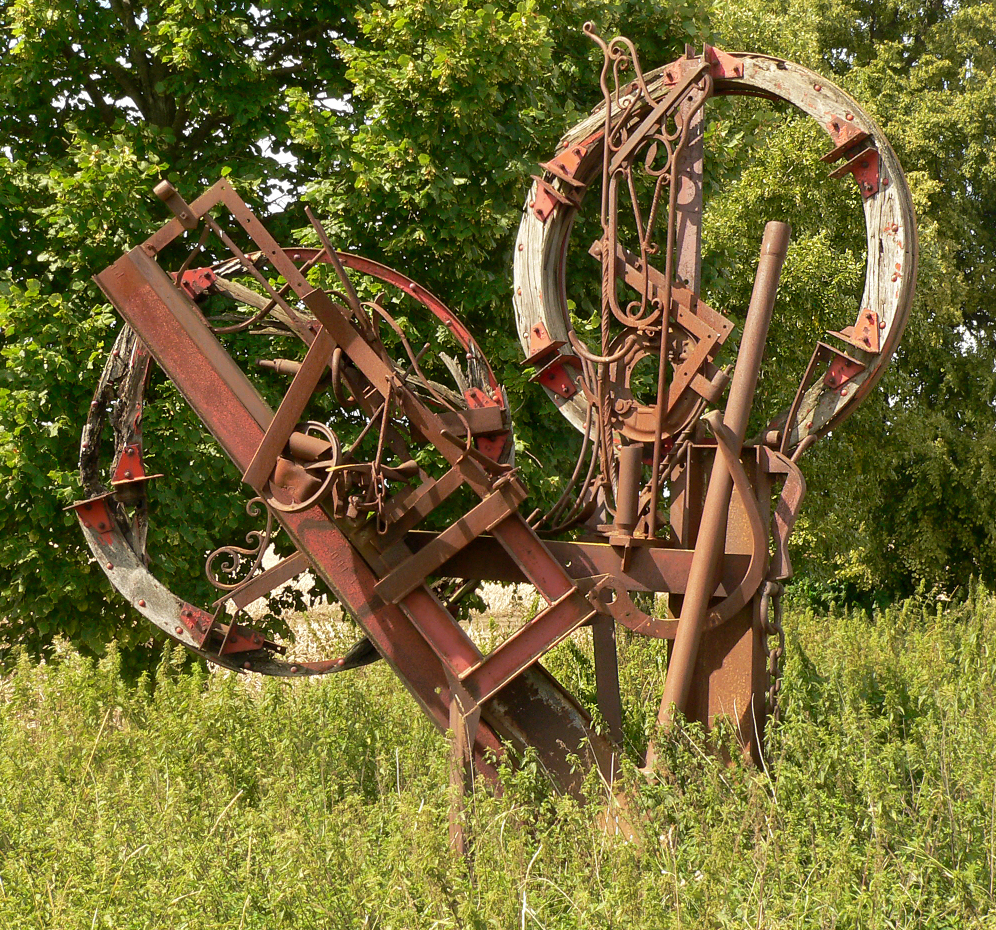
Aufbruch Benthe 1999
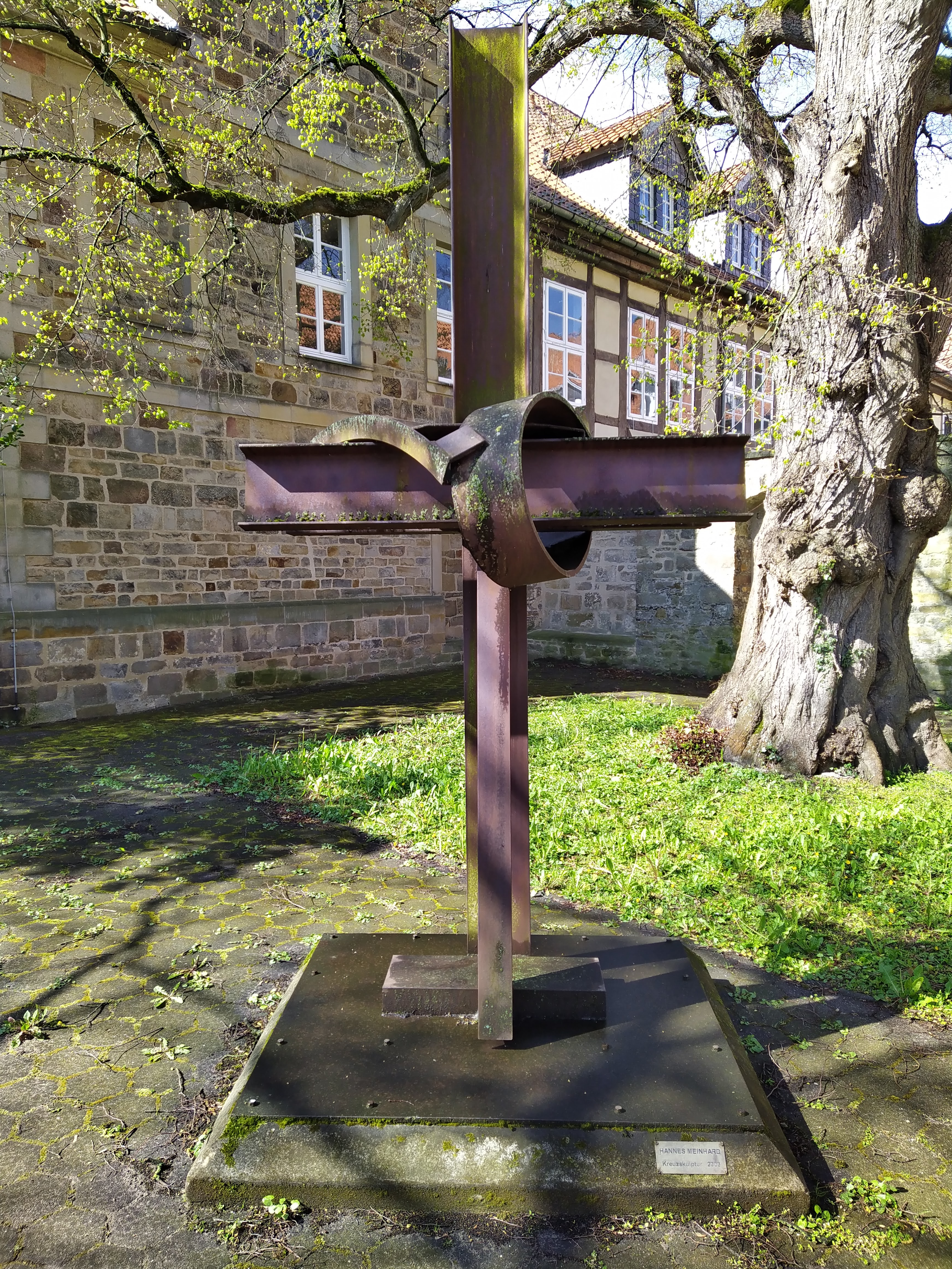
Kreuzskulptur Barsinghausen 2003